# Rue de l'Épée-de-Bois
La rue de l'Épée-de-Bois est une voie du quartier du Jardin-des-Plantes, dans le 5e arrondissement de Paris.

## Situation et accès
La rue de l'Épée-de-Bois relie les parties sud de la rue Mouffetard et de la rue Monge, en croisant la rue des Patriarches, la rue Pestalozzi et la rue Gracieuse.
Elle est desservie par la ligne 7 aux stations Place Monge et Censier - Daubenton.

## Origine du nom
La rue de l'Épée-de-Bois tient son nom de l’enseigne d’un ancien commerce qui s’y trouvait, à l'angle de la rue Mouffetard : il s'agissait d'un cabaret, installé là depuis plusieurs siècles.

## Historique
Dans sa plus grande partie, cette voie existe depuis 1600 environ.
Elle a d'abord porté le nom de « rue du Petit-Champ » puis elle est citée sous le nom de « rue de l'Espée de boys » dans un manuscrit de 1636.
Le 30 juillet 1859, son prolongement au-delà de la rue Gracieuse est décidé pour établir la jonction avec la rue Monge.

Photographies d'Eugène Atget, années 1900-1910
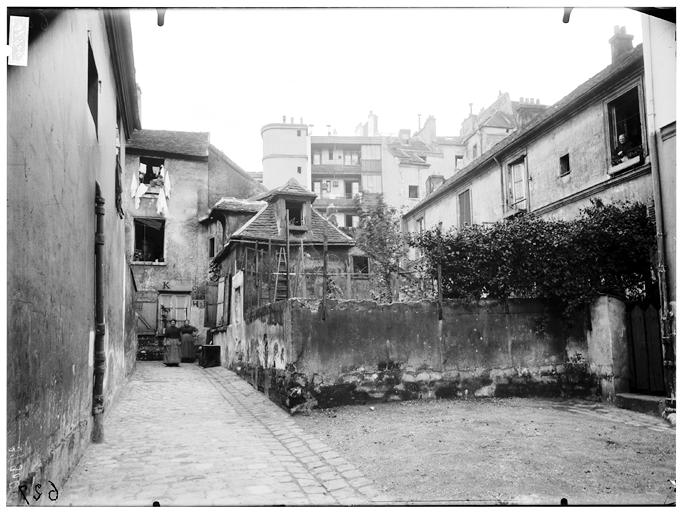
No 10, Médiathèque de l'architecture et du patrimoine.
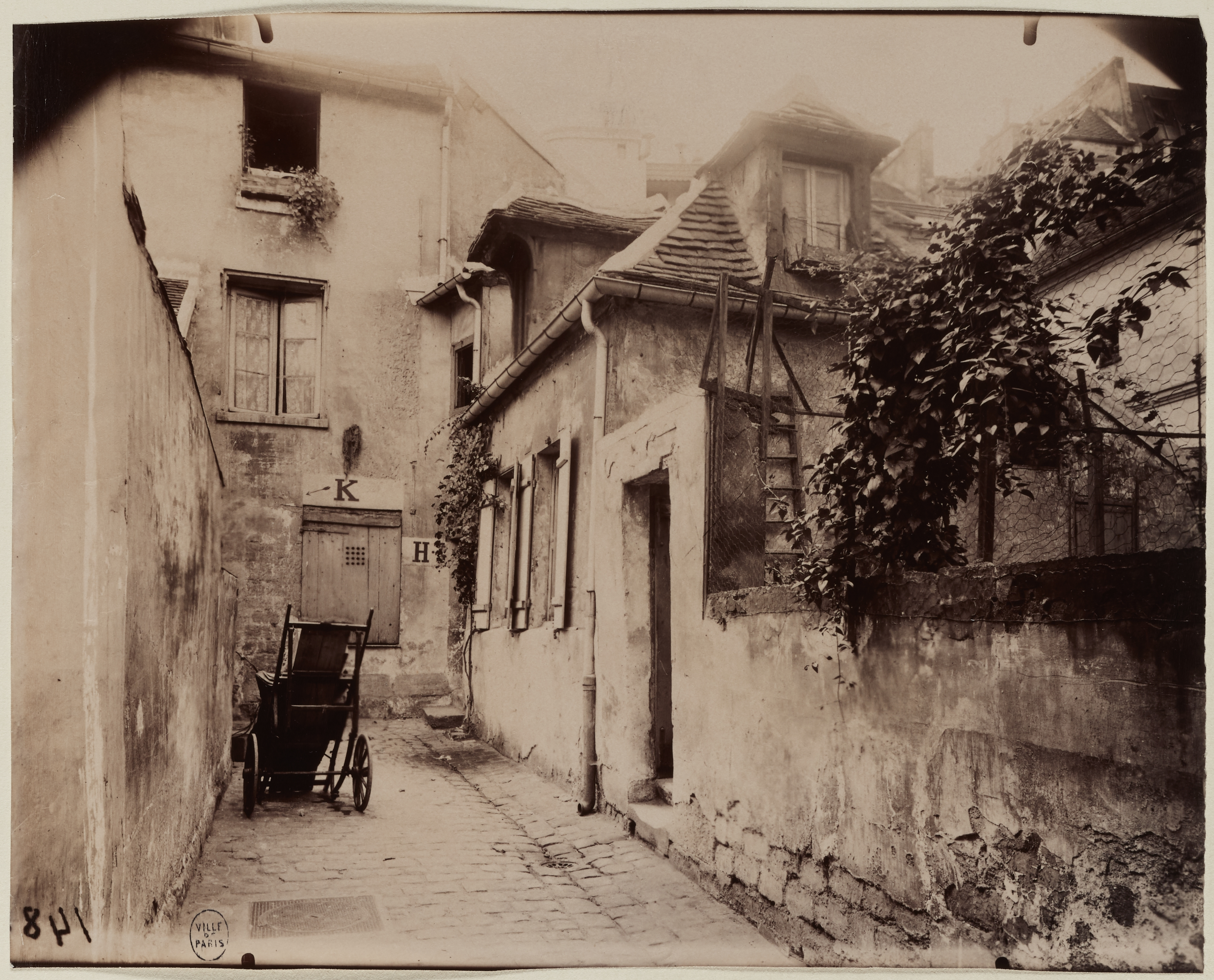
No 19, musée Carnavalet.

## Bâtiments remarquables et lieux de mémoire
- Nos 3-5-7 : les immeubles sont construits à l’emplacement d’une ancienne place appelée « le champ d’Albiac », du nom domaine du seigneur d’Albiac[3].
- No 5 : le centre de soins de l'Épée-de-Bois où, de 1802 à 1856, vécut et mourut Jeanne-Marie Rendu, en religion sœur Rosalie Rendu, où elle fonda en 1820 une école et en 1844 une crèche, pour les miséreux du quartier Mouffetard. Son intervention lors des journées révolutionnaires de juin 1848, près de la barricade dressée à l'angle de la rue Mouffetard et de l'Épée-de-bois lui valut une immense réputation. La maison des Filles de la Charité dans cette même rue était sous sa direction et fut démolie en 1904.
- No 12 : rehaussement d’un immeuble bourgeois par l’architecte Paul Chemetov en 1967. Domicile de l'architecte[4].
- Le cinéma L'Épée de bois, bien que son entrée soit sur la rue Mouffetard, fait face à la rue de l'Épée-de-Bois.

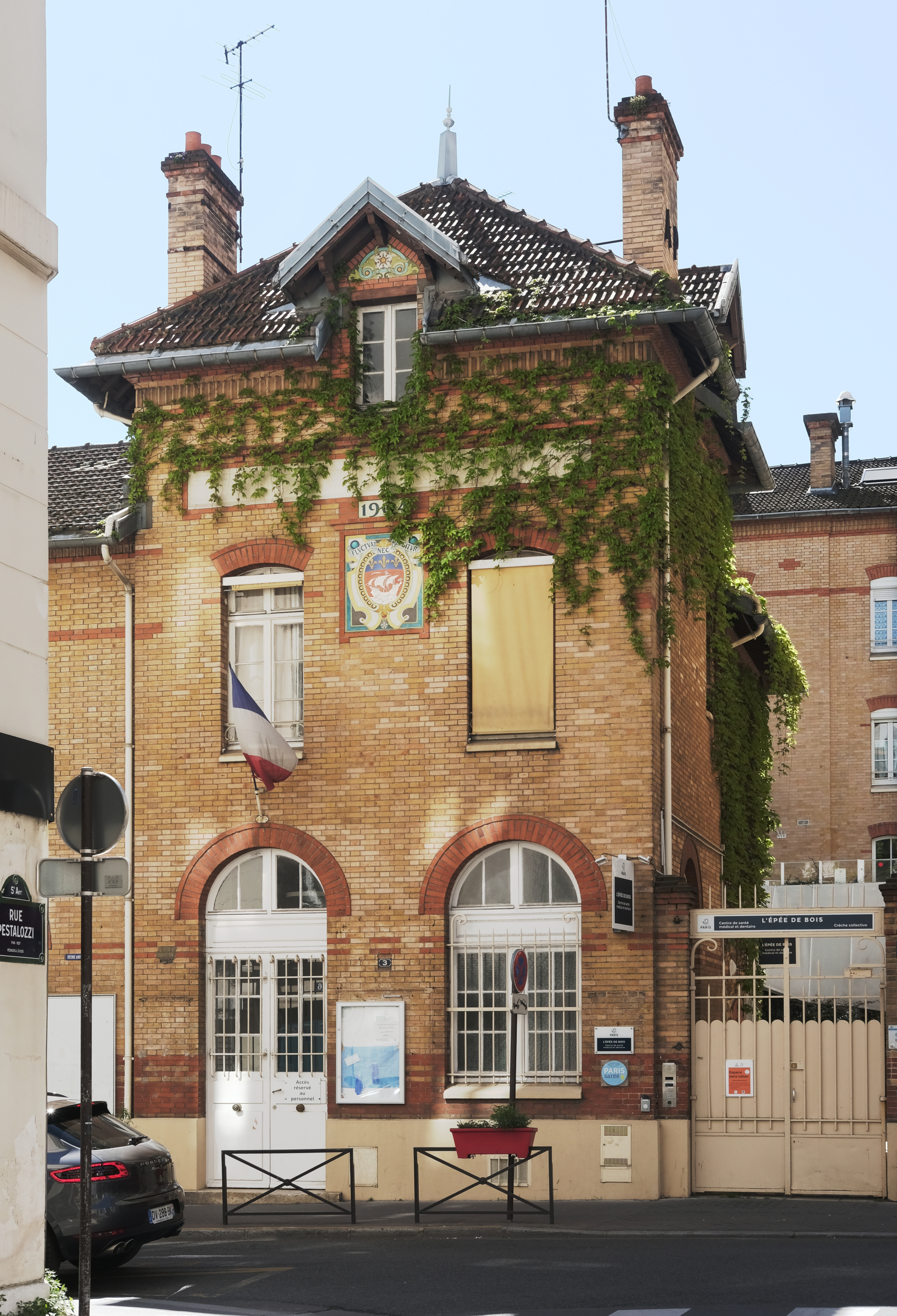
Le centre de soins de l'Épée-de-Bois.
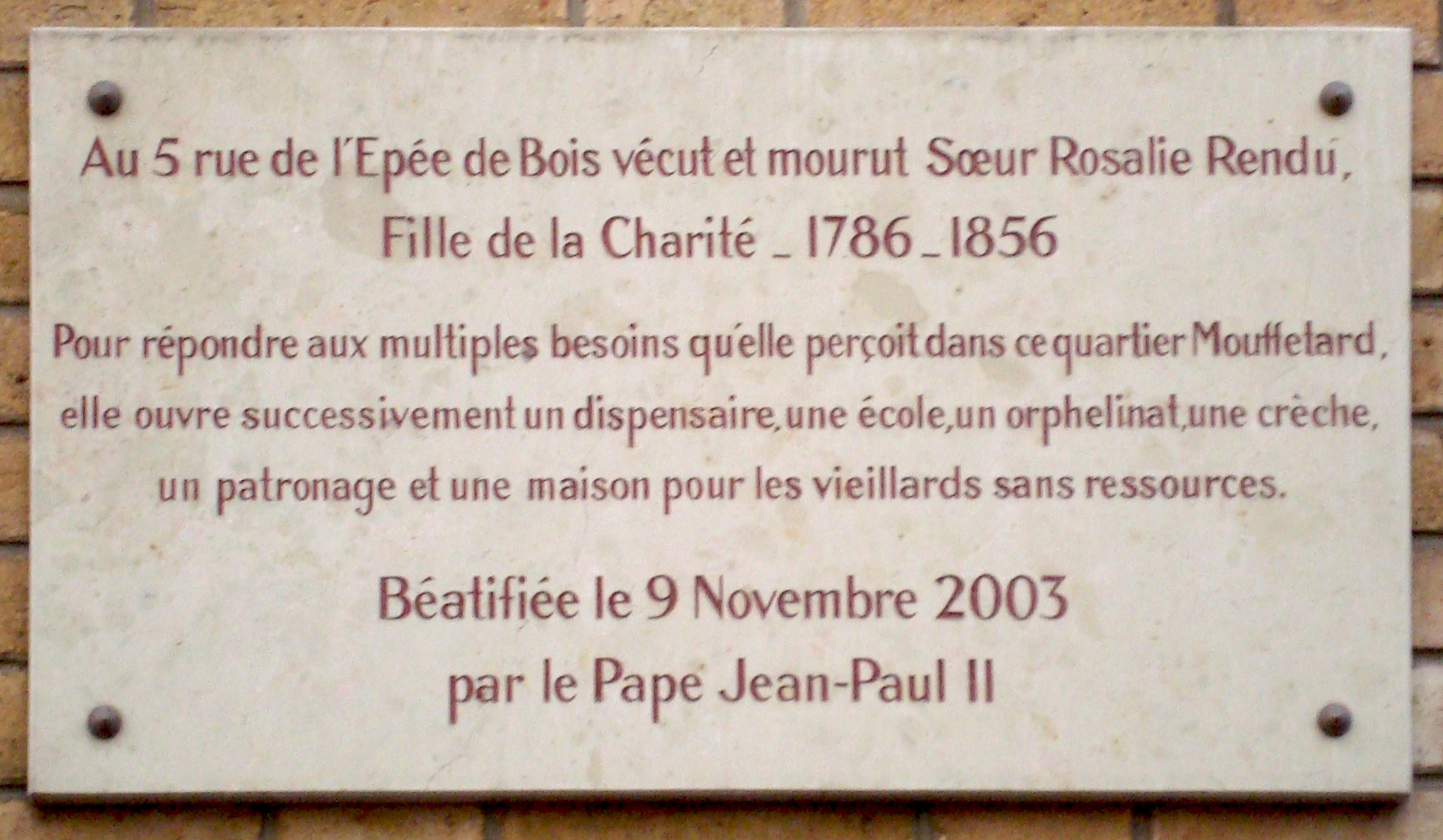
Plaque en hommage à sœur Rosalie Rendu.
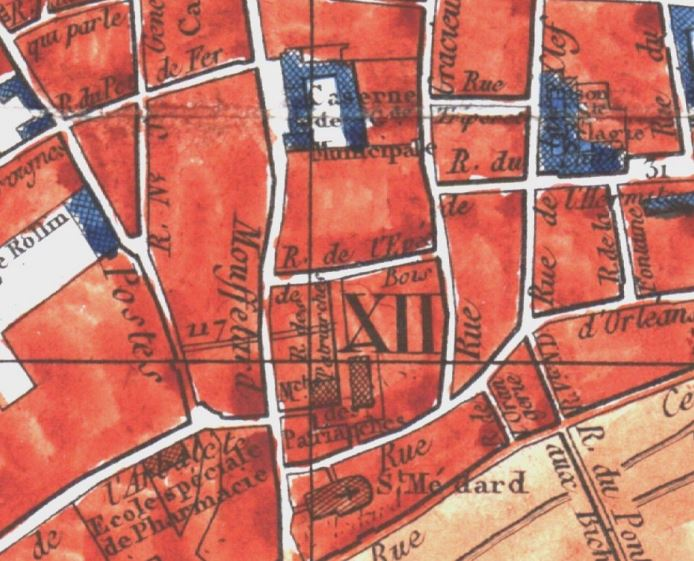
Rue de l’Épée de Bois - plan de Paris d'Ambroise Tardieu - 1839.